# Sam Kean

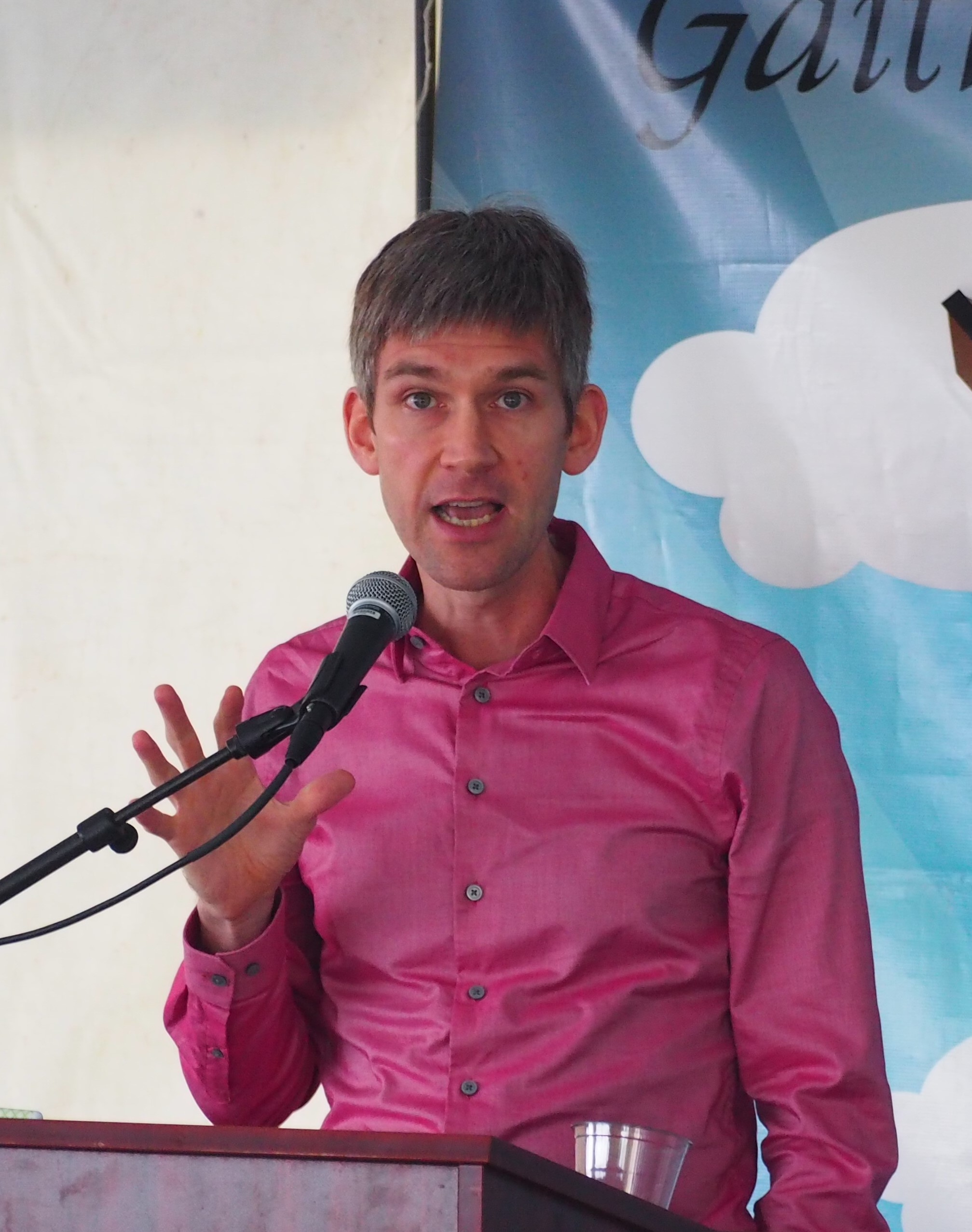
2018

Sam Kean é um escritor dos Estados Unidos.

## História
Radicado em Washington, D.C e graduado na Universidade de Minessota. Escreveu aos periódicos The New York Times Magazine, Mental Floss, Slate, Psychology Today e The New Scientist.
Publicou três livros abordando descobertas científicas em um estilo narrativo. Seus livros receberam críticas positivas no The Wall Street Journal e The New York Times. Nasceu em Sioux Falls, Dakota do Sul.
Sua obra foi lançada no Brasil pela editora Zahar.

## Livros
- A Colher que Desaparece: E outras histórias reais de loucura, amor e morte a partir dos elementos químicos. (2010)
- O Polegar do Violinista: E outras histórias genéticas sobre amor, guerra e genialidade. (2012)
- O Duelo dos Neurocirurgiões: E outras histórias de trauma, loucura e recuperação do cérebro humano. (2014)